# Lato
Lato är en ruinstad på Kreta i Grekland. Den ligger i prefekturen Nomós Lasithíou, 5 km väster om Agios Nikolaos. 
Lato uppfördes möjligen redan på minoisk tid, men ruinerna som är synliga idag är framför allt doriska från omkring 500 f.Kr. Staden övergavs omkring 200 f.Kr. Stadens namn syftar sannolikt på gudinnan Leto.